# RAA Louviéroise

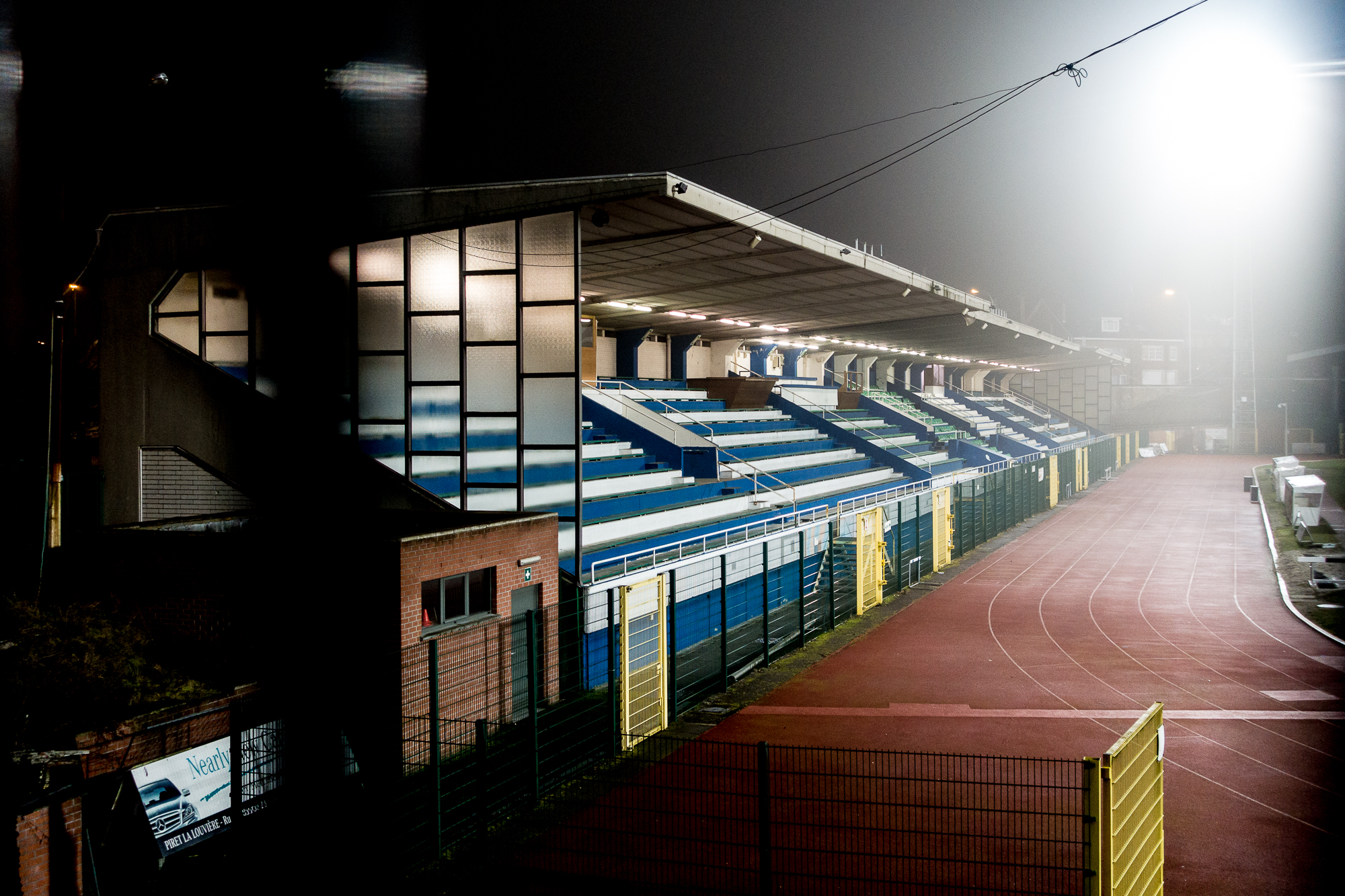
De hoofdtribune van het Stade Communal du Tivoli.

RAA Louviéroise was een Belgische voetbalclub uit La Louvière. De club was bij de Voetbalbond aangesloten met stamnummer 93 en had groen-wit als clubkleuren. La Louvière speelde een aantal seizoenen in de hoogste klasse, maar verdween in 2009 in fusieclub Football Couillet-La Louvière.

## Geschiedenis
In La Louvière werden aanvankelijk enkele clubs opgericht. Union Sportive Louviéroise werd in 1906 opgericht door o.a. Max Hautier en Eugène Rollin en men organiseerde in 1907 een regionaal kampioenschap. Dat jaar werd ook de sportclub Central Sportif Club opgericht, een club die voetbal, atletiek en zwemmen moest promoten. In 1910 veranderde US Louviéroise zijn naam naar Football Club Louviéroise, Central Sportif Club was ondertussen verdwenen. In 1912 verdween uiteindelijk ook FC. Op 26 december 1912 werd dan Association Athlétique Louviéroise opgericht, dat enkele maanden later, in 1913, aansloot bij de UBSSA.
In 1937 kreeg de club bij zijn 25-jarig bestaan de koninklijke titel en werd Royal Association Athlétique Louviéroise, afgekort RAAL. Datzelfde jaar bereikte La Louvière voor het eerste de nationale Derde Klasse. De club bleef daar enkele decennia spelen, op een paar keer een degradatie naar Vierde Klasse na. In 1968 zakte La Louvière opnieuw naar Vierde Klasse, maar de club klom behaalde de volgende seizoen goede resultaten. In 1968/69 behaalde de ploeg direct de titel in zijn reeks in Vierde, het seizoen erop herhaalde men dit in Derde klasse, zodat de club in 1970 voor het eerst in Tweede Klasse kon aantreden, waar men onmiddellijk een vijfde plaats behaalde.
De opgang van La Louvière werd nog even onderbroken toen men in 1973 laatste werd in Tweede en nog even wegzakte naar Derde. Dat seizoen haalde La Louvière echter een derde plaats en kon dankzij een eindronde in 1974 na één seizoen terugkeren in Tweede. In 1975 speelde La Louvière dankzij derde plaats in Tweede Klasse opnieuw en eindronde, die de club opnieuw won. Zo kan de club in 1975/76 voor het eerst aantreden in de Eerste Klasse. De club eindigde daar 14de op 19 teams, maar werd omwille van competitiefraude (de zaak Jurion) tot een degradatie veroordeeld. Na één seizoen keerde de club echter dankzij een eindronde opnieuw terug in Eerste Klasse. De ploeg kende het echter moeilijk en degradeerde na twee seizoenen weer naar Tweede in 1979. In 1984 zakte de club verder weg en zou tot 1993 in Derde Klasse spelen.
In 1993 haalde La Louvière daar weer een titel in zijn reeks en na zes jaar in Tweede Klasse slaagde de club in 1999 opnieuw in een promotie naar Eerste Klasse. De ploeg draaide in de competitie in de staart of middenmoot mee, maar in de Beker van België was de club in 2003 wel succesvol, toen men de finale won van Sint-Truiden.
Het seizoen 2005/06 werd voor de club een bewogen seizoen, zowel op sportief, financieel, en extra-sportief gebied. Op 3 oktober 2005 werd trainer Emilio Ferrera ontslagen na een 4/27 in de competitie. Gilbert Bodart volgde hem op. Ruim vier maanden later moest ook hij het veld ruimen wegens zijn vermeende betrokkenheid bij het gokschandaal. Op 5 februari 2006 noemde het televisieprogramma Panorama La Louvière als voornaamste club in een omkoopschandaal rond de Chinese zakenman Zheyun Ye. De beschuldiging luidde dat meerdere spelers, trainer Bodart, manager Gilles Benoit, advocaat Laurent Denis en makelaar Pietro Allatta geld ontvingen van de Chinese gokmaffia om wedstrijden te verliezen of op een bepaalde score te laten uitlopen. Alle genoemde personen reageerden ontzet en overwogen gerechtelijke stappen wegens smaad. De club en de gemeente reageerden in eerste instantie woedend op de programmamakers, als zou de kleine Waalse club met opzet beklad worden. Bodart bekende later echter dat inderdaad wedstrijden van de club verkocht waren. De daaropvolgende speeldagen bleef de club het ook op sportief gebied moeilijk hebben en bezette een afgetekende laatste plaats in de eindstand met zo een dreigende degradatie naar Tweede Klasse. Op 24 april maakte de licentiecommissie van de voetbalbond bovendien bekend dat La Louvière geen licentie zou krijgen voor volgend seizoen in Eerste Klasse. La Louvière dreigde zo naar Derde Klasse te degraderen, wat in juni effectief bevestigd werd in beroep.
Voor het seizoen 2006/07 werd Patrick Thairet als trainer aangesteld. In december 2007 droeg voorzitter Filippo Gaone zijn macht over aan Bruno Sita. De club had een heel moeilijk seizoen en eindigde op een veertiende plaats en moest het behoud verzekeren in de eindronde, waarin het won van Rupel Boom. In 2007/08 streed de club mee voor de titel en stond lange tijd op de eerste plaats, maar moest deze aan het einde van het seizoen toch aan SK Ronse laten. In 2008/09 ging het opnieuw slechter met de club en La Louvière stond bijna het hele seizoen op een degradatieplaats. Wegens de aanhoudende financiële problemen maakte de club naar het einde van seizoen 2008/09 bekend dat het na het seizoen de schrapping zou aanvragen aan de voetbalbond. De speeldag na het nieuws won de club nog met 2-1 van R. Francs Borains en raakte zo eindelijk weg van de degradatieplaats.
Op 29 mei 2009 werd bekendgemaakt dat La Louvière omwille van financiële problemen een fusie zou aangaan met RACS Couillet (stamnummer 94). De fusieclub kreeg de naam Football Couillet-La Louvière. In juli 2009, na afloop van de competitie, besliste de voetbalbond na een klacht van SC Wielsbeke om al de gespeelde matchen van La Louvière uit de tweede competitiehelft te schrappen. Wielsbeke had immers moeten degraderen, maar vond dat La Louvière ten onrechte de terugronde had mogen spelen, ondanks zijn schuldenlast.
In 2017 werd de club nieuw leven ingeblazen via stamnummer 94 en Charleroi-Couillet-Fleurus nam de naam RAAL La Louvière aan en verhuisde naar de stad om zo de oude glorie van het ter ziele gegane RAA Louviéroise te herstellen.

## Erelijst
Beker van België
winnaar (1): 2003
Belgische Supercup
finalist (1): 2003

## Resultaten
| Seizoen | Klasse | Klasse | Klasse | Klasse | Reeks                                     | Punten                                    | Opmerkingen | Beker                                     |
|         | I      | II     | III    | P.I    | Vanaf 1926/27 zijn er 3 nationale niveaus | Vanaf 1926/27 zijn er 3 nationale niveaus | Vanaf 1926/27 zijn er 3 nationale niveaus                                                                        | Vanaf 1926/27 zijn er 3 nationale niveaus |
| ------- | ------ | ------ | ------ | ------ | ----------------------------------------- | ----------------------------------------- | --- | ----------------------------------------- |
| 1937/38 |        |        | 6      |        | Bevordering D                             | 27                                        | |                                           |
| 1938/39 |        |        | 6      |        | Bevordering B                             | 29                                        | |                                           |
| 1939/40 |        |        |        |        |                                           |                                           | oorlog |                                           |
| 1940/41 |        |        |        |        |                                           |                                           | oorlog |                                           |
| 1941/42 |        |        | 6      |        | Bevordering C                             | 25                                        | |                                           |
| 1942/43 |        |        | 4      |        | Bevordering B                             | 33                                        | |                                           |
| 1943/44 |        |        | 4      |        | Bevordering C                             | 29                                        | |                                           |
| 1944/45 |        |        |        |        |                                           |                                           | oorlog |                                           |
| 1945/46 |        |        | 2      |        | Bevordering C                             | 52                                        | |                                           |
| 1946/47 |        |        | 6      |        | Bevordering D                             | 33                                        | |                                           |
| 1947/48 |        |        | 2      |        | Bevordering C                             | 48                                        | |                                           |
| 1948/49 |        |        | 2      |        | Bevordering A                             | 45                                        | |                                           |
| 1949/50 |        |        | 3      |        | Bevordering B                             | 36                                        | |                                           |
| 1950/51 |        |        | 7      |        | Bevordering D                             | 30                                        | |                                           |
| 1951/52 |        |        | 4      |        | Bevordering A                             | 34                                        | |                                           |
|         | I      | II     | III    | IV     | Vanaf 1952/53 zijn er 4 nationale niveaus | Vanaf 1952/53 zijn er 4 nationale niveaus | Vanaf 1952/53 zijn er 4 nationale niveaus                                                                        | Vanaf 1952/53 zijn er 4 nationale niveaus |
| 1952/53 |        |        | 15     |        | Derde Klasse B                            | 21                                        | |                                           |
| 1953/54 |        |        |        | 1      | Vierde Klasse C                           | 49                                        | |                                           |
| 1954/55 |        |        | 6      |        | Derde Klasse B                            | 37                                        | |                                           |
| 1955/56 |        |        | 6      |        | Derde Klasse A                            | 30                                        | |                                           |
| 1956/57 |        |        | 10     |        | Derde Klasse B                            | 28                                        | |                                           |
| 1957/58 |        |        | 5      |        | Derde Klasse A                            | 38                                        | |                                           |
| 1958/59 |        |        | 2      |        | Derde Klasse B                            | 44                                        | |                                           |
| 1959/60 |        |        | 3      |        | Derde Klasse B                            | 40                                        | |                                           |
| 1960/61 |        |        | 6      |        | Derde Klasse A                            | 33                                        | |                                           |
| 1961/62 |        |        | 9      |        | Derde Klasse B                            | 30                                        | |                                           |
| 1962/63 |        |        | 15     |        | Derde Klasse A                            | 22                                        | |                                           |
| 1963-64 |        |        |        | 11     | Vierde Klasse B                           | 28                                        | |                                           |
| 1964-65 |        |        |        | 4      | Vierde Klasse D                           | 38                                        | |                                           |
| 1965-66 |        |        |        | 1      | Vierde Klasse A                           | 46                                        | |                                           |
| 1966/67 |        |        | 14     |        | Derde Klasse A                            | 24                                        | |                                           |
| 1967/68 |        |        | 15     |        | Derde Klasse B                            | 21                                        | |                                           |
| 1968-69 |        |        |        | 1      | Vierde Klasse C                           | 49                                        | |                                           |
| 1969/70 |        |        | 1      |        | Derde Klasse A                            | 44                                        | |                                           |
| 1970/71 |        | 5      |        |        | Tweede Klasse                             | 33                                        | |                                           |
| 1971/72 |        | 6      |        |        | Tweede Klasse                             | 31                                        | |                                           |
| 1972/73 |        | 16     |        |        | Tweede Klasse                             | 20                                        | |                                           |
| 1973/74 |        |        | 3      |        | Derde Klasse B                            | 38                                        | winst eindronde met 8 punten                                                                                     |                                           |
| 1974/75 |        | 3      |        |        | Tweede Klasse                             | 39                                        | eerste in eindronde met 9 punten                                                                                 |                                           |
| 1975/76 | 14     |        |        |        | Eerste Klasse                             | 30                                        | degradatie wegens omkoping                                                                                       |                                           |
| 1976/77 |        | 5      |        |        | Tweede Klasse                             | 34                                        | winst in eindronde met 9 punten                                                                                  |                                           |
| 1977/78 | 15     |        |        |        | Eerste Klasse                             | 25                                        | |                                           |
| 1978/79 | 17     |        |        |        | Eerste Klasse                             | 24                                        | |                                           |
| 1979/80 |        | 14     |        |        | Tweede Klasse                             | 26                                        | |                                           |
| 1980/81 |        | 10     |        |        | Tweede Klasse                             | 30                                        | |                                           |
| 1981/82 |        | 13     |        |        | Tweede Klasse                             | 25                                        | |                                           |
| 1982/83 |        | 8      |        |        | Tweede Klasse                             | 31                                        | |                                           |
| 1983/84 |        | 16     |        |        | Tweede Klasse                             | 17                                        | |                                           |
| 1984/85 |        |        | 3      |        | Derde Klasse A                            | 38                                        | |                                           |
| 1985/86 |        |        | 6      |        | Derde Klasse A                            | 31                                        | |                                           |
| 1986/87 |        |        | 2      |        | Derde Klasse A                            | 39                                        | |                                           |
| 1987/88 |        |        | 8      |        | Derde Klasse A                            | 30                                        | |                                           |
| 1988/89 |        |        | 8      |        | Derde Klasse A                            | 30                                        | |                                           |
| 1989/90 |        |        | 9      |        | Derde Klasse A                            | 25                                        | |                                           |
| 1990/91 |        |        | 13     |        | Derde Klasse A                            | 24                                        | |                                           |
| 1991/92 |        |        | 14     |        | Derde Klasse A                            | 25                                        | |                                           |
| 1992/93 |        |        | 6      |        | Derde Klasse A                            | 33                                        | |                                           |
| 1993/94 |        |        | 1      |        | Derde Klasse A                            | 45                                        | |                                           |
| 1994/95 |        | 7      |        |        | Tweede Klasse                             | 39                                        | |                                           |
| 1995/96 |        | 9      |        |        | Tweede Klasse                             | 45                                        | |                                           |
| 1996/97 |        | 10     |        |        | Tweede Klasse                             | 43                                        | |                                           |
| 1997/98 |        | 11     |        |        | Tweede Klasse                             | 42                                        | |                                           |
| 1998/99 |        | 4      |        |        | Tweede Klasse                             | 61                                        | derde in eindronde met 7 punten                                                                                  |                                           |
| 1999/00 |        | 3      |        |        | Tweede Klasse                             | 60                                        | winst in eindronde met 16 punten                                                                                 |                                           |
| 2000/01 | 15     |        |        |        | Eerste Klasse                             | 30                                        | |                                           |
| 2001/02 | 11     |        |        |        | Eerste Klasse                             | 44                                        | |                                           |
| 2002/03 | 15     |        |        |        | Eerste Klasse                             | 30                                        | |                                           |
| 2003/04 | 8      |        |        |        | Eerste Klasse                             | 44                                        | |                                           |
| 2004/05 | 7      |        |        |        | Eerste Klasse                             | 44                                        | |                                           |
| 2005/06 | 18     |        |        |        | Eerste Klasse                             | 26                                        | degradatie naar Derde wegens niet behalen licentie                                                               |                                           |
| 2006/07 |        |        | 14     |        | Derde Klasse B                            | 32                                        | competitie begonnen met -3 punten; in degradatie-eindronde winst tegen Sint-Eloois-Winkel Sport en Rupel-Boom FC |                                           |
| 2007/08 |        |        | 2      |        | Derde Klasse A                            | 54                                        | |                                           |
| 2008/09 |        |        | 13     |        | Derde Klasse A                            | 28                                        | |                                           |

### La Louvière in Europa
- R = eerste ronde
- PUC = punten UEFA coëfficiënten

Uitslagen vanuit gezichtspunt La Louvière
| Seizoen | Competitie | Ronde | Land              | Club       | Totaalscore | 1e W    | 2e W    | PUC |
| ------- | ---------- | ----- | ----------------- | ---------- | ----------- | ------- | ------- | --- |
| 2003/04 | UEFA Cup   | 1R    | Vlag van Portugal | SL Benfica | 1-2         | 1-1 (T) | 0-1 (U) | 1.0 |

Totaal aantal punten voor UEFA coëfficiënten: 1.0

## Bekende (oud-)spelers
- Jan Artz
- Asmir Begovic
- Michael Cordier
- Mathieu Assou-Ekotto
- John de Bever
- George Blay
- Guy Dardenne
- Alain Bettagno
- Domenico Olivieri
- Gunther Van Handenhoven
- Rafik Djebbour
- Manasseh Ishiaku
- Michael Klukowski
- Mamar Mamouni
- Marius Mitu
- Daré Nibombe
- Peter Odemwingie
- Nicolas Ouédec
- Oguchi Onyewu
- Silvio Proto
- Cédric Roussel
- Enzo Scifo
- Luc Beyens
- Georges Arts
- Thierry Siquet
- Alan Haydock
- Yves Buelinckx
- Geoffray Toyes
- Jan Van Steenberghe
- Yassine El Ghanassy
- Mark Talbut
- Nordin Jbari
- Ronny van Poucke

## Trainers
- 1983-1984: Gorez
- 1984-1985: Gorez
- 1985-1986: Gorez - Regnier - Cornelis
- 1986-1987: Cornelis
- 1987-1988: De Bolle - Van Bever
- 1988-1989: Van Bever - Jagiello - Cestaro
- 1989-1990: Fromont
- 1990-1991: Fromont - Bertoncello - Vandenplas - Horvath
- 1991-1992: Horvath - Silvagni
- 1992-1993: Silvagni - Jagiello
- 1993-1994: Jagiello
- 1994-1995: Jagiello - Ingelbien
- 1995-1996: Smets
- 1996-1997: Smets - Talbut
- 1997-1998: Talbut - Colasse - Schena & Piersoul
- 1998-1999: Grosjean
- 1999-2000: Grosjean
- 2000-2001: Grosjean - Roland - Leclercq
- 2001-2002: Leclercq - Jacobs
- 2002-2003: Jacobs
- 2003-2004: Jacobs
- 2004-2005: Cartier
- 2005-2006: Ferrera - Bodart - Tilmant
- 2006-2007: Thairet - Cuvelier
- 2007-2008: D'Achille
- 2008-2009: D'Achille - Royet - Yurdakul
- Vanaf 2009: Football Couillet-La Louvière